# Google Ads
Google Ads，原名Google AdWords，是Google公司主要的广告服务产品，也是Google的主要收入来源，发布于2000年10月23日。2010年，Google的广告总收入达到280亿美元。AdWords为文本广告、横幅广告和多元媒体广告提供每点击成本（CPC）、千人点击成本（CPM）和指定站点广告发布服务。